# Selahattin Ülkümen

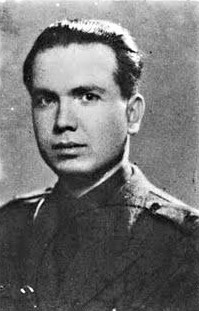
Selahattin Ülkümen

Selahattin Ülkümen (Antiochië, 14 januari 1914 – Istanboel, 7 juni 2003) was een Turkse diplomaat. Als consul-generaal op het eiland Rodos in 1944 redde hij vele joodse gezinnen van deportatie en moord in Duitse gaskamers door hen het Turkse staatsburgerschap te verlenen.

## Werkwijze
Het eiland Rodos, toen een deel van Italië, werd in 1943 (tijdens de Tweede Wereldoorlog) bezet door de Duitsers. De destijds 30-jarige Ülkümen gebruikte zijn positie om Turkse paspoorten af te geven aan Joden die op Rodos woonden en die Ottomaanse staatsburgers waren vóór de ineenstorting van het Ottomaanse rijk, evenals aan hun hun echtgenoten en kinderen. Later gaf hij deze paspoorten ook aan mensen zonder enige band met Turkije. Op 23 juli 1944 werden 1.700 joden uit Rodos gedeporteerd naar het concentratiekamp Auschwitz-Birkenau. De mensen die door Ülkümen geholpen waren aan een Turks paspoort ontsnapten aan deze deportatie.
Als vergelding voor de tegenwerking van de Duitsers werd zijn huis gebombardeerd, met als gevolg dat zijn zwangere vrouw Mihinissa kwam te overlijden. Ülkümen zelf werd gearresteerd en overgebracht naar Piraeus, waar hij tot het eind van de oorlog moest blijven.

## Eerbetoon
In 1989 kreeg Ülkümen de eretitel Rechtvaardige onder de Volkeren, die door Israël wordt gegeven aan niet-Joden die Joden redden die door de nazi's aan genocide waren onderworpen. Hij is de enige moslim aan wie deze titel is verleend. Hij kreeg in 1990 een hoge Turkse onderscheiding voor uitzonderlijke dienstbaarheid, de Dışişleri Bakanlığı Üstün Hizmet Madalyası. Er verscheen in 1998 een Israëlische postzegel met zijn beeltenis.

## Na de oorlog
Ülkümen werd aan het einde van de oorlog vrijgelaten en keerde terug naar Turkije, waar hij zijn diplomatieke carrière voortzette tot aan zijn pensionering. Hij was onder meer consul-generaal in Beiroet en Caïro en was ook plaatsvervangend secretaris-generaal van CENTO. In 1979 ging hij met pensioen.
Hij werd op 89-jarige leeftijd opgenomen in het ziekenhuis voor behandeling van een longontsteking. Hij stierf in zijn slaap.